# Puchar Łotwy w piłce siatkowej mężczyzn (2007)
Puchar Łotwy w piłce siatkowej mężczyzn 2007 (Latvijas Kauss 2007) – rozgrywki o siatkarski Puchar Łotwy. Brały w nich udział kluby z Schenker League, Nacionālā Līga oraz Amatieru Līga. Zainaugurowane zostały 31 października. Finał odbył się 9 grudnia w centrum sportowym „Daugava” (Sporta nams „Daugava”) w Rydze.
Puchar Łotwy zdobył klub Biolars Ozolnieki, który w finale pokonał LĀSE-R/Rīga.

## Drużyny uczestniczące
| Schenker League 5 drużyn | Schenker League 5 drużyn |
| ------------------------ | ------------------------ |
| Biolars Ozolnieki        | zwycięstwo               |
| SK Elvi Kuldīga          | półfinał                 |
| LĀSE-R/Rīga              | finał                    |
| SK Cēsu Alus             | półfinał                 |
| SK Rīga                  | ćwierćfinał              |

| Nacionālā Līga 4 drużyny | Nacionālā Līga 4 drużyny |
| ------------------------ | ------------------------ |
| Inčukalns/LU             | 1. runda                 |
| JPV                      | ćwierćfinał              |
| OC Limbaži               | ćwierćfinał              |
| Ziemeļkurzeme            | 1. runda                 |

| Amatieru Līga 3 drużyny | Amatieru Līga 3 drużyny |
| ----------------------- | ----------------------- |
| Palsams Kuldīga         | 1. runda                |
| SK Aizkraukle           | 1. runda                |
| VEGA 1                  | ćwierćfinał             |

## 1. runda
| Data                   | Drużyna 1       |     | Drużyna 2       | Sety                                |
| ---------------------- | --------------- | --- | --------------- | ----------------------------------- |
| 31.10.2007             | Inčukalns/LU    | 1:3 | VEGA 1          | (26:24, 13:25, 22:25, 15:25)        |
| 07.11.2007             | Inčukalns/LU    | 3:1 | VEGA 1          | (25:21, 25:20, 23:25, 25:23) 1      |
| 31.10.2007             | Ziemeļkurzeme   | 1:3 | JPV             | (14:25, 14:25, 26:24, 21:25)        |
| 06.11.2007             | Ziemeļkurzeme   | 1:3 | JPV             | (13:25, 17:25, 25:22, 22:25)        |
| 31.10.2007             | SK Elvi Kuldīga | 3:0 | Palsams Kuldīga | (25:18, 25:18, 25:12)               |
| 07.11.2007             | SK Elvi Kuldīga | 3:0 | Palsams Kuldīga | (25:12, 25:16, 25:14)               |
| 31.10.2007             | OC Limbaži      | 3:0 | SK Aizkraukle   | (25:20, 31:29, 25:20)               |
| 07.11.2007             | OC Limbaži      | 2:3 | SK Aizkraukle   | (25:15, 20:25, 19:25, 25:23, 13:15) |
| 1 małe punkty: 174:188 |                 |     |                 |                                     |

## Ćwierćfinały
| Data       | Drużyna 1       |     | Drużyna 2         | Sety                                |
| ---------- | --------------- | --- | ----------------- | ----------------------------------- |
| 14.11.2007 | VEGA 1          | 1:3 | LĀSE-R/Rīga       | (14:25, 14:25, 25:22, 11:15)        |
| 21.11.2007 | VEGA 1          | 0:3 | LĀSE-R/Rīga       | (12:25, 11:25, 8:25)                |
| 14.11.2007 | JPV             | 0:3 | SK Cēsu Alus      | (21:25, 17:25, 16:25)               |
| 20.11.2007 | JPV             | 0:3 | SK Cēsu Alus      | (21:25, 21:25, 18:25)               |
| 14.11.2007 | SK Elvi Kuldīga | 3:0 | SK Rīga           | (25:20, 25:17, 25:19)               |
| 20.11.2007 | SK Elvi Kuldīga | 3:2 | SK Rīga           | (25:21, 19:25, 20:25, 26:24, 15:12) |
| 14.11.2007 | OC Limbaži      | 1:3 | Biolars Ozolnieki | (25:23, 22:25, 16:25, 23:25)        |
| 21.11.2007 | OC Limbaži      | 0:3 | Biolars Ozolnieki | (12:25, 16:25, 15:25)               |

## Faza finałowa

### Półfinały
| Data       | Drużyna 1       |     | Drużyna 2         | Sety                                |
| ---------- | --------------- | --- | ----------------- | ----------------------------------- |
| 08.12.2007 | LĀSE-R/Rīga     | 3:2 | SK Cēsu Alus      | (15:25, 20:25, 25:20, 25:15, 15:10) |
| 08.12.2007 | SK Elvi Kuldīga | 2:3 | Biolars Ozolnieki | (23:25, 20:25, 25:20, 25:20, 11:15) |

### Finał
| Data       | Drużyna 1   |     | Drużyna 2         | Sety                         |
| ---------- | ----------- | --- | ----------------- | ---------------------------- |
| 09.12.2007 | LĀSE-R/Rīga | 1:3 | Biolars Ozolnieki | (11:25, 16:25, 25:17, 24:26) |